# Saison 2019-2020 de l'Union sportive arlequins perpignanais
Cette page présente la saison 2019-2020 de l'Union sportive arlequins perpignanais en Pro D2.

## La saison

### Récit de la saison sportive
La saison est marquée par une suspension du championnat à partir du 13 mars après le début de la propagation de la pandémie de Covid-19 en France. Le 30 avril, la LNR propose l'arrêt définitif du championnat, après une réunion extraordinaire organisée la veille avec tous les membres du bureau exécutif et les présidents de clubs. Par conséquent, le titre national n'est pas attribué et aucune promotion, ni relégation n'est promulguée, à l'issue de cette édition ; la décision est définitivement approuvée par le comité directeur de la LNR le 2 juin.

## Encadrement
- Manager général : Christian Lanta
- Manager : Tevita Mailau
- Entraîneur principal : Patrick Arlettaz
- Entraîneur des avants : Perry Freshwater
- Entraîneur de la défense : Gérald Bastide
- Analyste vidéo : Didier Plana
- Préparateur physique : Laurent Arbo

## Effectif
| Nom                   | Poste              | Naissance         | Nationalité sportive | Sélections | Dernier club          | Arrivée au club (année) |
| --------------------- | ------------------ | ----------------- | -------------------- | ---------- | --------------------- | ----------------------- |
| Raphaël Carbou        | Talonneur          | 6 septembre 1992  | France               | -          | RC Narbonne           | 2010                    |
| Seilala Lam           | Talonneur          | 18 février 1989   | Samoa                |            | USO Nevers            | 2017                    |
| Manu Leiataua         | Talonneur          | 26 décembre 1986  | Samoa                |            | Aviron bayonnais      | 2018                    |
| Enzo Forletta         | Pilier             | 15 juin 1994      | France               | -          | Formé au club         | 2014                    |
| Alexander Brown       | Pilier             | 13 octobre 1989   | Angleterre           | -          | Exeter Chiefs         | 2016                    |
| Gert Muller           | Pilier             | 5 février 1986    | Afrique du Sud       | -          | Stade toulousain      | 2016                    |
| Quentin Walcker       | Pilier             | 21 février 1996   | France               | -          | Formé au club         | 2016                    |
| Yassin Boutemmani     | Pilier             | 12 juillet 1990   | France               | -          | Soyaux Angoulême XV   | 2017                    |
| Sylvain Charlet       | Pilier             | 22 août 1985      | France               | -          | Section paloise       | 2018                    |
| Eric Sione            | Pilier             | 29 octobre 1992   | Nouvelle-Zélande     | -          | Castres Olympique     | 2018                    |
| Sacha Lotrian         | Pilier             | 14 août 2000      | France               |            | Formé au club         | 2019                    |
| Vakhtang Jintcharadze | Pilier             | 8 novembre 1999   | Géorgie              |            | Formé au club         | 2019                    |
| Yohann Vivalda        | Deuxième ligne     | 9 décembre 1988   | France               | -          | Colomiers rugby       | 2015                    |
| Berend Botha          | Deuxième ligne     | 11 mars 1988      | Afrique du Sud       | -          | Union Bordeaux Bègles | 2017                    |
| Shahn Eru             | Deuxième ligne     | 20 septembre 1989 | Îles Cook            |            | Bay of Plenty         | 2017                    |
| Tristan Labouteley    | Deuxième ligne     | 12 avril 1995     | France               | -          | Union Bordeaux Bègles | 2017                    |
| Masalosalo Tutaia     | Deuxième ligne     | 5 juin 1984       | Samoa                |            | Section paloise       | 2018                    |
| Johannes van Heerden  | Deuxième ligne     | 12 septembre 1986 | Roumanie             |            | CSM Baia Mare         | 2018                    |
| Piula Faasalele       | Deuxième ligne     | 22 janvier 1988   | Samoa                |            | Stade toulousain      | 2019                    |
| Karl Chateau          | Troisième ligne    | 15 juin 1992      | France               | -          | Stade toulousain      | 2013                    |
| Lucas Bachelier       | Troisième ligne    | 26 mars 1995      | France               | -          | Formé au club         | 2014                    |
| Alan Brazo            | Troisième ligne    | 31 mai 1992       | France               | -          | Formé au club         | 2014                    |
| Genesis Mamea Lemalu  | Troisième ligne    | 22 septembre 1988 | Samoa                |            | CS Bourgoin-Jallieu   | 2016                    |
| Michael Faleafa       | Troisième ligne    | 3 février 1992    | Tonga                |            | Northland             | 2017                    |
| Damien Chouly         | Troisième ligne    | 27 novembre 1985  | France               |            | ASM Clermont          | 2019                    |
| Tom Ecochard          | Demi de mêlée      | 14 décembre 1992  | France               | -          | RC Narbonne           | 2010                    |
| Sadek Deghmache       | Demi de mêlée      | 5 octobre 1995    | France               | -          | Formé au club         | 2016                    |
| David Mélé            | Demi de mêlée      | 22 octobre 1985   | France               | -          | FC Grenoble           | 2018                    |
| Romuald Séguy         | Demi d'ouverture   | 5 février 1996    | France               | -          | Formé au club         | 2014                    |
| Thibauld Suchier      | Demi d'ouverture   | 20 juin 1991      | France               | -          | AS Béziers            | 2019                    |
| Thibault Olender      | Demi d'ouverture   | 12 février 2000   | France               | -          | CA Brive              | 2019                    |
| Adrea Cocagi          | Trois-quart centre | 1er mars 1994     | Fidji                | -          | Tarbes Pyrénées rugby | 2016                    |
| Pierre Lucas          | Trois-quart centre | 29 avril 1997     | France               | -          | Formé au club         | 2016                    |
| Afusipa Taumoepeau    | Trois-quart centre | 26 janvier 1990   | Australie            | -          | Castres Olympique     | 2018                    |
| Alivereti Duguivalu   | Trois-quart centre | 21 juillet 1997   | Fidji                | -          | Formé au club         | 2017                    |
| Jonathan Bousquet     | Trois-quart aile   | 5 mars 1988       | France               | -          | US Oyonnax            | 2014                    |
| Jean-Bernard Pujol    | Trois-quart aile   | 11 avril 1992     | France               | -          | Stade toulousain      | 2014                    |
| Wandile Mjekevu       | Trois-quart aile   | 7 janvier 1991    | Afrique du Sud       | -          | Stade toulousain      | 2018                    |
| George Tilsley        | Trois-quart aile   | 27 février 1992   | Nouvelle-Zélande     | -          | Union Bordeaux Bègles | 2019                    |
| Julien Farnoux        | Arrière            | 24 avril 1993     | France               | -          | ASM Clermont Auvergne | 2014                    |
| Mathieu Acebes        | Arrière            | 1er août 1987     | France               | -          | Section paloise       | 2016                    |
| Quentin Etienne       | Arrière            | 14 juillet 1990   | France               | -          | US Oyonnax            | 2019                    |

## Calendrier et résultats
| - USA Perpignan - AS Béziers : 23 - 13 - Provence rugby - USA Perpignan: 25 - 10 - USA Perpignan - Colomiers rugby : 34 - 13 - US Carcassonne - USA Perpignan : 24 - 22 - Rouen NR - USA Perpignan : 12 - 10 - USA Perpignan - Soyaux Angoulême XV : 48 - 10 - Stade aurillacois - USA Perpignan : 28 - 41 - USA Perpignan - Stade montois : 44 - 17 - USO Nevers - USA Perpignan : 14 - 10 - USA Perpignan - RC Vannes : 47 - 17 - Oyonnax rugby - USA Perpignan : 21 - 19 - USA Perpignan - FC Grenoble : 20 - 13 - USA Perpignan - Biarritz olympique : 29 - 25 - Valence Romans DR - USA Perpignan : 28 - 29 - USA Perpignan - US Montauban : 41 - 14 | - Soyaux Angoulême XV - USA Perpignan : 20 - 23 - USA Perpignan - Stade aurillacois : 38 - 15 - Stade montois - USA Perpignan : 34 - 14 - USA Perpignan - US Carcassonne : 53 - 10 - FC Grenoble - USA Perpignan : 20 - 10 - Biarritz olympique - USA Perpignan : 18 - 22 - USA Perpignan - Rouen NR : 57 - 12 - US Montauban - USA Perpignan : 23 - 27 - USA Perpignan - Oyonnax rugby : N'a pas été joué - USA Perpignan - USO Nevers : N'a pas été joué - AS Béziers - USA Perpignan : N'a pas été joué - USA Perpignan - Valence Romans DR : N'a pas été joué - Colomiers rugby - USA Perpignan : N'a pas été joué - USA Perpignan - Provence rugby : N'a pas été joué - RC Vannes - USA Perpignan : N'a pas été joué |

| Rang | Club                  | J  | V  | N | D  | Bo | Bd | Pm  | Pe  | Diff | Pts |
| ---- | --------------------- | -- | -- | - | -- | -- | -- | --- | --- | ---- | --- |
| 1    | Colomiers Rugby       | 23 | 17 | 0 | 6  | 5  | 4  | 573 | 381 | +192 | 77  |
| 2    | USA Perpignan (R)     | 23 | 16 | 0 | 7  | 8  | 4  | 671 | 426 | +245 | 76  |
| 3    | FC Grenoble (R)       | 23 | 14 | 1 | 8  | 7  | 2  | 572 | 399 | +173 | 67  |
| 4    | Oyonnax Rugby         | 23 | 14 | 0 | 9  | 5  | 6  | 589 | 414 | +175 | 67  |
| 5    | USO Nevers            | 22 | 14 | 0 | 8  | 4  | 0  | 520 | 475 | +45  | 60  |
| 6    | Biarritz olympique    | 23 | 12 | 1 | 10 | 4  | 5  | 513 | 451 | +62  | 59  |
| 7    | Soyaux Angoulême XV   | 22 | 11 | 2 | 9  | 3  | 4  | 430 | 449 | -19  | 55  |
| 8    | RC Vannes             | 23 | 12 | 0 | 11 | 3  | 3  | 460 | 485 | -25  | 54  |
| 9    | AS Béziers            | 23 | 12 | 0 | 11 | 3  | 3  | 450 | 453 | -3   | 54  |
| 11   | Stade montois         | 23 | 11 | 0 | 12 | 2  | 5  | 499 | 521 | -22  | 51  |
| 10   | US Carcassonne        | 22 | 11 | 1 | 10 | 1  | 2  | 469 | 544 | -75  | 49  |
| 12   | Provence Rugby        | 22 | 10 | 0 | 12 | 2  | 3  | 408 | 482 | -74  | 45  |
| 13   | US Montauban          | 22 | 8  | 1 | 13 | 1  | 6  | 446 | 528 | -82  | 41  |
| 14   | Stade aurillacois     | 23 | 7  | 0 | 16 | 2  | 8  | 429 | 545 | -116 | 38  |
| 15   | Rouen NR (P)          | 23 | 6  | 0 | 17 | 0  | 7  | 345 | 558 | -213 | 31  |
| 16   | Valence Romans DR (P) | 22 | 3  | 0 | 19 | 0  | 8  | 381 | 641 | -260 | 20  |

## Statistiques

### Championnat de France
Meilleurs réalisateurs
| Rang | Joueur | Poste | Points | Essais | Transf. | Pén. | Drops |
| ---- | ------ | ----- | ------ | ------ | ------- | ---- | ----- |
| 1    | -      | -     | -      | -      | -       | -    | -     |
| 2    | -      | -     | -      | -      | -       | -    | -     |
| 3    | -      | -     | -      | -      | -       | -    | -     |
| 4    | -      | -     | -      | -      | -       | -    | -     |
| 5    | -      | -     | -      | -      | -       | -    | -     |

Meilleurs marqueurs
| Rang | Joueur | Poste | Essais |
| ---- | ------ | ----- | ------ |
| 1    | -      | -     | -      |
| 2    | -      | -     | -      |
| 3    | -      | -     | -      |
| 4    | -      | -     | -      |
| 5    | -      | -     | -      |